# Антисемитизм в литературе

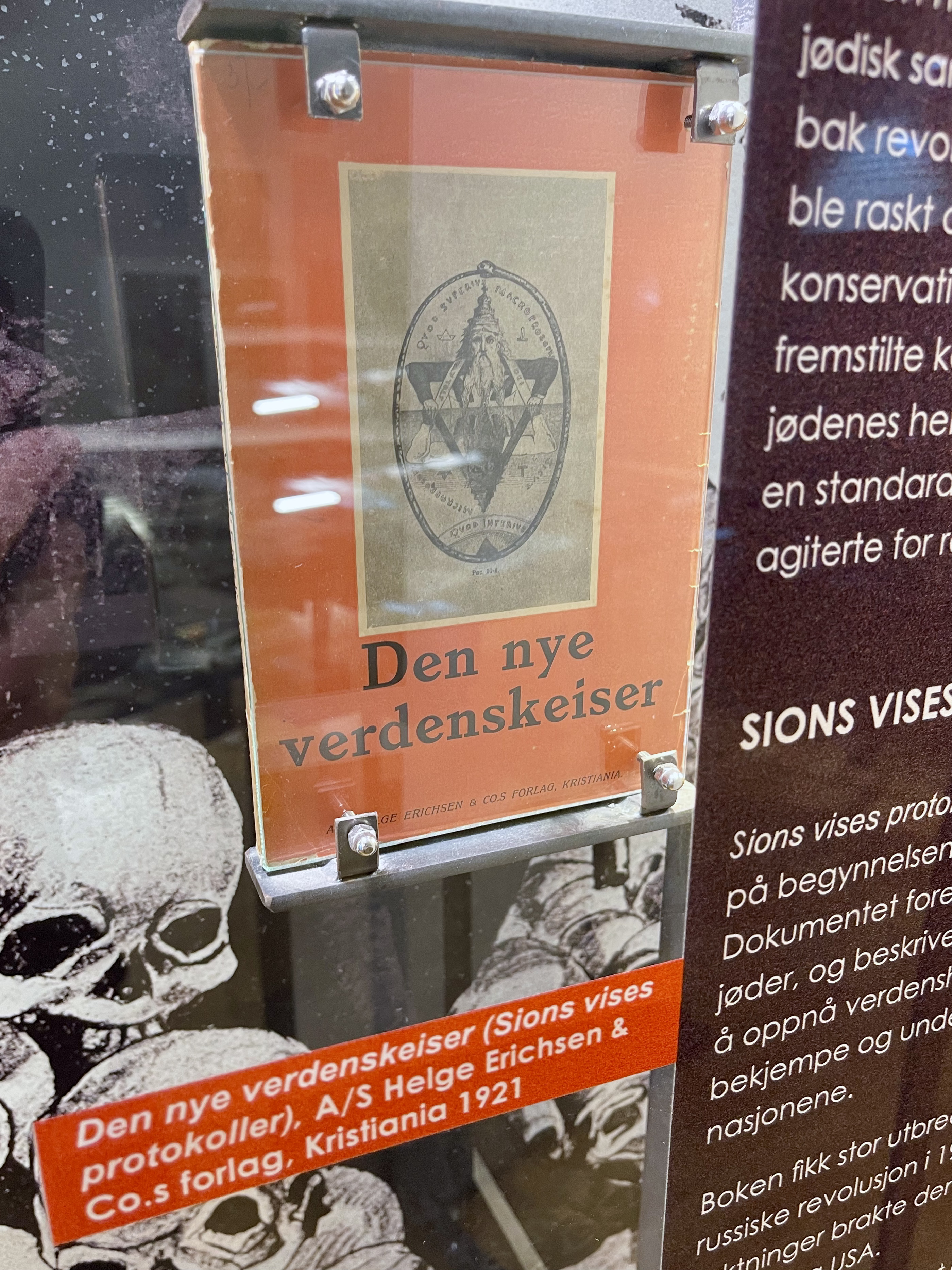
Первое норвежское издание (1920) «Протоколов сионских мудрецов» на фоне жертв Холокоста, экспозиция Норвежского центра исследований Холокоста и меньшинств

Антисемитизм в литературе присутствует в различных формах. Исследователи по-разному трактуют связь и содержание понятий антисемитизм в литературе, литературный антисемитизм, антисемитская литература. Восприятие еврея в художественной литературе, как правило, лишено какой-либо попытки установить истину. Негативные свойства, приписываемые целому народу, могут быть некритически восприняты аудиторией. Отмечается связь между ростом и распространением антисемитизма и различными вариациями негативных еврейских образов в литературе. В домодерную эпоху антисемитская литература была преимущественно христианской, связанной с христианско-теологической полемической позицией; в более поздний период она часто является светской.
Литературный антисемитизм по своему возрасту не уступает антисемитизму как таковому. История антисемитизма в литературе начинается с эллинистического периода. Эти негативные высказывания против евреев стали одной из основ римского и христианского литературного антисемитизма, а также мотивировали антисемитское законодательство и вспышки насилия против евреев, начиная с I века н. э. Христианский антисемитизм опирается преимущественно на выраженную уже в Новом Завете идею коллективной ответственности евреев за распятие Иисуса, а также на характеристику евреев как презренных и вечных врагов Христа и, следовательно, всех честных христиан.
Несмотря на переход в Европе от божественной к секуляризованной картине мира, центральное положение идеи «угрозы» иудаизма сохранилось. С этого времени литературный антисемитизм меньше касается религиозных аспектов и имеет тенденцию акцентироваться на культурных, психологических или «биологических» (расовых) «особенностях». Различные толкования антисемитской фальшивки «Протоколы сионских мудрецов» сыграли большую роль в развитии теории заговора о «международном еврействе». Теория заговора о «мировом еврействе» послужила для легитимизации Холокоста. Одним из проявлений советской антисемитской пропаганды была публикация «антирелигиозной» литературы. После Второй мировой войны антисемитской литературой оказались наполнены арабские страны. Антисемитизм стал неотъемлемой частью арабского культурного дискурса. Его образы присутствуют как в специализированных трактатах и монографиях, так и в школьных учебниках, статьях в крупных газетах и журналах, телеспектаклях.
Существуют различные трактовки соотношения антисемитизма в литературном произведении и предполагаемого антисемитизма автора, в том числе следует ли в определении литературного антисемитизма исходить из взглядов автора или из самого текста. Исследователи ставят вопрос о моральной стороне изображения еврейских персонажей в художественной литературе, в том числе изображения таких персонажей злодеями, что без должного комментария может вести к антисемитизму. Обсуждается вопрос уместности в школьных программах литературных произведений, содержащих антисемитские элементы.

## Термины и определения
Бернар Лазар, противоречивый французский писатель, известный своей ролью в деле Дрейфуса, выступал за сохранение различия между понятиями «антисемитизм» и «антииудаизм». Термин «литературный антисемитизм», используемый Лазаром, представляет собой не столько категорию антисемитизма, сколько термин, в общих чертах относящийся к одной или нескольким разновидностям антисемитизма, которые продвигают различные тексты. Лазар использует термины «литературный антииудаизм», «антиеврейские сочинения», «антииудейская литература» как синонимы «литературного антисемитизма», а также термин «письменные проявления антисемитизма». Другой его термин, «антисемитская литература», фактически является синонимом «литературного антисемитизма». Литературовед Марк Гелбер отмечал, что такие термины, как «литературный антииудаизм» или «антиеврейская литература», используются реже; они могут применяться, чтобы подчеркнуть различные аспекты литературного антисемитизма, но их использование, по мнению Гелбера, скорее ведёт к путанице.
Эрл Л. Дакслагер считал, что литературный антисемитизм является простым явлением; в определённой степени он принимает его общепринятое определение — произведения, которые порочат, очерняют евреев или иным образом продвигают их негативный образ. Гелбер пишет, что определение Дакслагера следует рассматривать как попытку отграничить термины «антисемитская литература» и «антисемитский текст», которые являются менее полезными, поскольку не могут объяснить произведения, в которых присутствует смесь антисемитских и «проеврейских» элементов. Так, «Венецианский купец» Шекспира содержит проеврейские отрывки и часто выгодно контрастирует в этом отношении с крайне порочным портретом Вараввы Кристофера Марло в пьесе «Мальтийский еврей», которая оказал значительное влияние на концепцию «Венецианского купца».
Дэниел Уолден в статье «Три случая литературного антисемитизма» даёт вводное определение: антисемитизм — «означает проявлять предубеждение против евреев, не любить или бояться евреев и связанных с ними вещей, дискриминировать или преследовать евреев, потому что они евреи. Таким образом, антисемитизм в литературе — это литературный антисемитизм. Намерение не имеет значения». По мнению Гелбера, определение Уолдена является поверхностным и игнорирует обширный объём работ по изучению феномена антисемитизма.
Гелбер определяет литературный антисемитизм («рабочее определение литературного антисемитизма») как потенциал или способность текста поощрять или позитивно оценивать антисемитские взгляды или поведение. Подобно тому, как социологи стремятся идентифицировать антисемитизм по показателям социальных отношений и поведения, литературоведы должны попытаться понять, как именно антисемитские настроения проявляются в литературе и как «антисемитски заряженные элементы» функционируют и взаимодействуют в текстах. Следовательно, согласно Гелберу, литературный антисемитизм не обязательно является «антисемитизмом в литературе», вопреки Уолдену, поскольку изображению антисемитизма в действии в одном и том же произведении можно противопоставить ясную иллюстрацию того, что не так с этим изображением. Часто «проеврейские» писатели используют стратегию, призванную в конечном итоге дискредитировать изначально более или менее приемлемую форму антисемитского поведения. Определение Гелбера исходит из литературного текста и поощряет его критический анализ. Выраженное во вторичной литературе стремление определить, может ли конкретный автор быть антисемитом, с данной позиции теряет свою актуальность. Приобретает большее значение социологическая перспектива: как читатели в разное время понимали антисемитские элементы в тексте и подвергались их воздействию. Сам антисемитизм Гелбер понимает в расширенном, обобщённом значении, относя к литературному антисемитизму в том числе языческие и христианские антиеврейские тексты.

## Характеристика
Если другие другие разновидности этнической или культурной враждебности имеют лишь минимальное идеологическое или культурное оправдание, выражаются обычно в устно передаваемой «народной мудрости» и подстрекательских газетных историях, то враждебность к евреям, напротив, породила масштабный пласт литературы и культуры в целом.
Менахем Штерн даёт объяснение происхождения антиеврейских фантастических повествований, акцентирующее внимание на процессе мифотворчества как грани литературного антисемитизма. Успешное отделение клеветнических изображений евреев от реальности и формулирование коллективного обвинения против всего еврейского народа, характерное для ранних эллинистических текстов, указывает на то, что абсурдные или причудливые свойства, приписываемые целому народу, могут быть некритически приняты восприимчивой, предвзятой или невежественной аудиторией. Лайонел Триллинг, которого в первую очередь интересуют примеры из английской литературы, утверждает, что преобладающее, если не исключительное, восприятие еврея в художественной литературе лишено какой-либо попытки установить истину. По мнению Триллинга, небольшие штрихи реализма, необходимые для правдоподобия, могли включаться в литературные произведения, но еврей в (английской) художественной литературе представлял собой миф, причём меняющийся. Распространённые негативные образы еврея часто воспринимаются как примеры реальных евреев не только аудиторией современников появления конкретного текста, но и более поздними читателями. Отмечается связь между постепенным ростом и распространением антисемитизма как более или менее постоянной чертой западной цивилизации и различными вариациями негативных еврейских образов в литературе.
По мнению Эрла Л. Дакслагера, знакомство с антисемитской литературой может усилить некоторые уже имеющиеся и скрытые антисемитские настроения, особенно если антисемитский характер данных текстов высвечивается в школьном образовании, научных дискуссиях, книжных рецензиях и др.
В досовременную эпоху антисемитская литература была в основном христианской, связанной с христианско-теологической полемической позицией; в более поздний период она часто является светской.

## Эллинистический антисемитизм
История антисемитизма в литературе начинается с эллинистического периода, в древней Александрии. Антисемитизм в литературе существовал здесь ещё с времени правления первых Птолемеев. Египетские авторы пользовались негативными историями и стереотипами о евреях и иудаизме, приписывая им важнейшее значение, помогавшее объяснить прошлое и будущее египетской культуры. Если праздник Песах для евреев символизировал их освобождение, то в восприятии египтян это было празднование разрушения их общества и поражения их богов. Первая известная греческая книга, передававшая ненависть к евреям, была написана эллинизированным египетским жрецом Манефоном, работавшим под покровительством двора Птолемеев. По мнению Менахема Штерна, историческое значение Манефона приобретает ещё больший масштаб, если рассматривать его как первого представителя литературы антиеврейской направленности в греко-римском Египте и как создателя или, по крайней мере, популяризатора некоторых из часто повторяющихся антисемитских мотивов. Однако нет свидетельств его прямого влияния на более позднюю литературу.
Сочинение Манефона стало первым литературным источником, в котором вражда в отношении евреев была представлена одним из проявлений борьбы между цивилизованным миром и варварством. Вклад Манефона в историю литературного антисемитизма включает два рассказа, связанных с исходом евреев из Египта, которые приписывают еврейскому народу постыдное происхождение, называя его изгоями, прокажёнными и идолопоклонниками. В первом рассказе Манефон отождествляет еврейский народ с гиксосами, которые некогда завоевали Египет и оставили по себе крайне плохую память. Во втором рассказе евреи изображены прокажёнными и осквернёнными, опустошавшими Египет и осквернявшими его храмы. Штерн предполагает, что в этих двух версиях Манефон соединил уже существующие египетские рассказы с антиеврейскими элементами. Негативная ассоциация евреев с низшим элементом египетского общества — прокажёнными — и описание их вероломства и деструктивности создали литературный прецедент только благодаря новизне замены еврейским народом других, более старых объектов враждебного отношения.
Греческие мыслители, включая Лисимаха, заимствовали египетские повествования о евреях, которые рассматривались как враги местного благочестия и процветания. Трения между еврейством и эллинистической средой продолжались и позднее, в том числе в эпоху Римской империи. В литературе этого периода встречаются резкие антиеврейские отрывки. Мнасей (приблизительно 200 год до н. э.) является первым известным автором, упоминающим антиеврейский миф о поклонении евреев ослу. В этом ему следуют Апион, Демокрит и Тацит (I век н. э.). Однако Менахем Штерн вновь предостерегает от идеи прямой связи этих текстов. Аполлоний Молон (I век до н. э.) рассказывал историю о греке, которого похитили, доставили в еврейский храм и откормили, чтобы зарезать в рамках ежегодного еврейского ритуала, который, согласно этому автору, включал каннибальские обряды и клятвы враждебности против греков. Штерн рассматривает эти басни, а также другие, близкие к ним, как примеры литературного слияния уже существующих клеветнических рассказов с антиеврейскими элементами, которые составляют новое измерение в переработанной истории. Попытка Манефона дискредитировать происхождение еврейского народа имеет существенно иной смысл, чем басня Аполлония Молона о еврейском ритуальном жертвоприношении иноземцев и упоминание Демокритом еврейского поклонения ослу. Последний принадлежит к сфере религиозного (языческого) антисемитизма, тогда как первый, хотя и связан с религией и религиозным осквернением, в первую очередь направлен против национальной идентичности евреев.
Религиозные предрассудки возникли по причине того, что евреи не участвовали во многих общинно-религиозных мероприятиях Александрии, тогда как еврейские ритуалы — соблюдение субботы, диетические законы и обрезание — подтверждали впечатление о еврейской исключительности. Национальный антисемитизм был обусловлен прежде всего тем, что евреи обладали особыми юридическими и экономическими привилегиями в отличие от коренной египетской части населения города, не имевшей особого статуса.
Дискуссии о масштабах и интенсивности антисемитизма в дохристианский период не привели к однозначному результату. Сторонники наиболее крайних позиций, которые утверждают, что в эллинистическом мире антисемитизм был нормой, более глубоко укоренившимся и более широко распространённым, чем допускают многие современные учёные, основывают свои аргументы в основном на примерах литературного антисемитизма. К числу аргументов принадлежат крайняя резкость многих упоминаний о евреях, редкость положительных комментариев и факт, что против евреев были написаны целые книги.
Бернар Лазар считал, что причина дохристианской ненависти к евреям была главным образом «литературной».

## Религиозный антисемитизм

### Христианский антисемитизм
Прямые негативные высказывания в Александрии, направленные против евреев в совокупности с легендами создали основу для последующей разработки негативных мифов римского и христианского литературного антисемитизма, а также мотивировали антисемитское законодательство и вспышки насилия против евреев, начиная с I века н. э. Несмотря на различия между языческим антисемитизмом и христианским, преемственность между этими двумя типами ненависти к евреям связана в том числе с литературным антисемитизмом. Сэмюэл Сэндмел считал, что между языческим антисемитизмом и христианским не существует связи: первый действовал в среде, совершенно чуждой иудаизму и еврейскому народу; христианский связан с теми, кого Сэндмел называет «квазиинсайдерами» (ложными своими). Сэндмел настаивал на чётком различии между раннехристианской критикой иудаизма и последующим христианским ожесточением по отношению к евреям. Так, апостол Павел осуждал иудаизм, а не евреев. Однако на практике тонкое различение этих двух категорий не всегда наблюдается в Евангелиях, Деяниях и других ранних христианских произведениях.
В условиях стремления отделить зарождающееся христианство от иудаизма и с целью ограничить «иудаизацию» христианства словесные нападки на евреев и иудаизм стали обычным явлением. Во многих местах коллективно выдвигались прямые провокационные обвинения: евреи — ненавистники человечества или педантичные, злобные законники. Часто сами действия и слова евреев рассматривались как их самообвинения. В то время как дохристианский антисемитизм возник на основе более или менее сознательного негативного восприятия исключительности, своеобразного поведения евреев и других связанных с этим факторов, христианский антисемитизм процветал благодаря идее коллективной ответственности евреев за распятие Иисуса, а также характеристике евреев как презренных и вечных врагов Христа и, следовательно, всех честных христиан.
Виктор А. Техеровер связывает схожие тенденции в языческом и христианском литературном антисемитизме: подобно тому, как антисемиты предыдущего периода обвиняли евреев во враждебности к богам и всему языческому миру, так и христиане обвиняли евреев в ненависти к Христу и его последователям. Многие из прежних антисемитских аргументов были переработаны христианами и были изобретены новые. Создавалась специальная литература Adversus Judaeos — против иудеев: выпускались полемические прокламации и памфлеты, доказывающие ошибочность иудаизма и обвиняющие евреев в различных преступлениях. В создании этой литературы принимали участие известнейшие представители христианской церкви как на Востоке, так и на Западе христианского мира. Принципы, заложенные в этой антиеврейской христианской литературе, нашли отражение в политической жизни и повлияли на отношение римских властей к еврейским общинам и на имперское законодательство, касающееся евреев.
Наблюдается постепенная эволюция от эллинистического периода, когда антисемитизм был главным образом литературным явлением, имевшим неопределённые последствия для читательской аудитории, ко времени, когда возникли конкретные социальные и политические последствия этого явления. Эти изменения ускорились и усилились с возникновением и окончательной гегемонией христианства в Европе. Христианский антисемитизм, который многие учёные рассматривают как начало антисемитизма в качестве полноценного социального явления, оказал глубокое влияние на последующие разновидности антисемитизма вплоть до современных. Так, широкое распространение антисемитского законодательства и почти повсеместное соучастие неевреев в актах уничтожения евреев нацистами необъяснимы без учёта масштабного многовекового явления христианского антисемитизма.
Антисемитская полемика, характерная для раннего христианства, и включение полемического материала в христианское богословие имели существенные последствия для будущих иудейско-христианских отношений. Христианство обосновывало свою актуальность в том числе тем, что, с точки зрения христиан, послание иудаизма устарело; это демонстрировалось разрушением и слабостью еврейского народа, чему сами христиане могли способствовать при помощи вспышек антисемитского насилия или антиеврейского законодательства. С ростом христианства, резко противостоящего евреям и иудаизму, литературный антисемитизм стал неотъемлемой частью литературы средиземноморско-европейского мира и продолжал оставаться таковым пока западная литература существовала в рамках христианской религии.
Эстетические средства, при помощи которых христианские литературные антисемитские тексты возлагают ответственность за распятие Иисуса на весь еврейский народ, включая прошлые, настоящие и будущие поколения, являются практически постоянными в корпусе текстов, которые были вошли в канон Нового Завета, в проповедях отцов Церкви и в рамках религиозных праздников, которые трансформировались в мистерии и страстные пьесы, достигшие пика популярности в позднем Средневековье и эпоху раннего Возрождения. Так, в Евангелии от Матфея соответствующая сцена происходит, когда Иисус стоит перед Пилатом:

Пилат говорит им: что́ же я сделаю Иисусу, называемому Христом? Говорят ему все: да будет распят. Правитель сказал: какое же зло сделал Он? Но они еще сильнее кричали: да будет распят. Пилат, видя, что ничто не помогает, но смятение увеличивается, взял воды и умыл руки перед народом, и сказал: невиновен я в крови Праведника Сего; смотрите вы. И, отвечая, весь народ сказал: кровь Его на нас и на детях наших. Тогда отпустил им Варавву, а Иисуса, бив, предал на распятие (Матф. 27:22—26).
Этот отрывок используется в качестве доказательства центральной роли евреев в распятии Иисуса, вечной ответственности всех евреев за это деяние и желательности продолжительных наказаний евреев со стороны христиан.
Текст Евангелий имеет тенденцию преуменьшать ответственность Понтия Пилата за казнь Иисуса. Крик еврейской толпы: «Кровь Его на нас и на детях наших!» представляет собой традиционную формулу, согласно которой толпа принимает на себя ответственность за смерть, которую она требует. Фраза не относится к еврейскому народу и его будущим поколениям. Первоначальный смысл отрывка был полемическим и был задуман прежде всего для оправдания Пилата как представителя римских властей, который изображён несчастной жертвой обстоятельств. Только ввиду более резких и уничижительных упоминаний о евреях в Евангелии от Иоанна, Деяниях, других местах Нового Завета и в других христианских писаниях, а также вследствие отрыва Иисуса от его собственного еврейского происхождения и идентичности за пределами синоптических Евангелий — читателю предлагается увидеть в отрывке более определённое антиеврейское послание, чем предполагает сам текст.
Христианские богословы II века, включая Маркиона, обращались к учению Павла и других апостолов, с целью объявить «иудействующими» христиан, слишком акцентировавших внимание на плоти, другими словами, принимавших обрезание или чрезчур много внимания уделявших смертной составляющей Христа.
Одну из основ антииудаизма христианской литературы составила замена содержания древнееврейских понятий «сын человеческий» и «помазанник», «спаситель» на новозаветные с определениями евангельского толка. Таким образом, Ветхий Завет предоставлял большое число «доказательств» истинности Нового Завета, которыми считаются многочисленные примеры употребления понятий «сын человеческий» и «спаситель» в Пятикнижии, Пророках и Писаниях, что позволяло утверждать «изначальность» евангельских образов, а отказ «окаянных» принять христианство трактовать как «смертный грех», наказанием за который и стало «отверженье жидовьстѣ». Различия в ожиданиях пришествия Спасителя у иудеев и христиан привело к противопоставлению иудейского Машиаха христианскому Мессии. Апокалиптический образ «лжепророка», который гибнет вместе со «зверем багряным», с течением времени трансформировался в образ Антихриста. Эти оппозиции определили противопоставление «бывшего» «избранного Богом» народа «истинно верующим». Выводом стал обвинительный акт против иудеев.
Изначальный христианский антииудаизм — идея «греха иудеев» переносится на тематику конца света и трансформируется в аргумент финальной космической драмы, соединяясь с образом антихриста и «колена Данова». На протяжении многих веков, темы ожидания антихриста и его связи с евреями вспыхивали, обычно независимо друг от друга, в периоды наибольшего социального напряжения, на исторических переломах, однако христианская эсхатологическая мысль и литургическая рутинная повседневность обычно обходились без этих двух элементов.
Одним из наиболее известных произведений христианской антииудейской литературы была Adversus Judaeos («Против иудеев»), серия христианских проповедей IV века Иоанна Златоуста, адресованная прихожанам Антиохийской церкви его времени, продолжавшим соблюдать еврейские праздники и традиции. В своих проповедях Златоуст в крайне резких выражениях нападал на иудаизм и синагоги в своём городе, в том числе представлял евреев убийцами Христа. По мнению учёных, злоупотребление его проповедями подпитывало более поздний христианский антисемитизм, а некоторые указывают на эти тексты как источник и оправдание для нацистского антисемитизма. Существует ряд других произведений, относящихся к литературе Adversus Iudaeos, в частности Тертуллиана и других авторов.
Блаженный Августин утверждал, что евреи, как народ проклятый и наказанный Богом, должны быть обречены на «унижающий их образ жизни» с тем, чтобы стать свидетелями истины христианства. Согласно учению Августина, евреев нужно терпеть лишь как отрицательных пример того, что ожидает приверженцев проигравшей и испорченной веры. В ходе диспута IV века другой богослов Иероним Стридонский и обвинил Августина в «иудействующих» тенденциях при защите иудейского закона; Августин, в свою очередь, обвинил Иеронима, в том, что «иудействующим» является он сам, поскольку читал не греческие переводы, а оригинальные еврейские тексты. Оба они не имели контактов с реальными евреями, однако их дебаты об опасностях, исходящих от иудаизма, стали основополагающими принципами последующих поколений христианских богословов. Богословский дискурс святых Иеронима и Августина оказал влияние на отношение средневековой церкви и европейских монархий к меньшинствам.
Православие унаследовало от отцов церкви сильную антииудаистскую полемическую тенденцию. Особым авторитетом в восточной церкви пользовались антиеврейские проповеди Иоанна Златоуста. Произведения церковной письменности Киевской Руси содержат полемику с иудейским учением, актуальную как для византийского, так и для русского православия. Антииудейские тенденции усматриваются в наиболее раннем известном оригинальном древнерусском литературном произведении «Слове о законе и благодати» Илариона середины XI века. Наличие резких антииудейских пассажей, по мнению Л. Мюллера, может свидетельствовать, что Слово могло служить собранием материалов для антииудейского полемического документа, но само по себе таковым не являлось, поскольку автор считал, что ушедший в прошлое иудаизм неактуален («иудейство бо преста, и закон отъиде», «Июдея млъчит»).
Канадский исследователь, профессор университета Альберты (Эдмонтон) А. Гау показывал взаимосвязь между подъёмом и обострением христианских эсхатологических страхов и распространением и нагнетанием антиеврейской враждебности. Обращение к источникам, созданным на границе народной и учёной культур, привело Гау к выводу, что антисемитские представления переносились из верхнего культурного слоя в нижний. Трансформация социальной и этнической фобии по отношению к евреям в химерический антисемитизм была произведена образованной элитой европейского общества. В XIV—XV веках сочинения об антихристе и конце времён всё в большей степени наполняются антисемитскими элементами; наиболее пугающие образы представлены в немецких текстах. Ряд схоластов пытался доказать несостоятельность представления о евреях как потенциальных слугах антихриста, но господствующим осталось представление, ассоциирующее иудеев с образами Апокалипсиса.
В Московской Руси на церковных соборах 1488 и 1490 и др. годов состоялось осуждение так называемой «ереси жидовствующих». Большинство «еретиков» были церковными реформаторами различных воззрений, но противники обвиняли их в «жидовстве». Один из наиболее последовательных противников «ереси» новгородский архиепиископ Геннадий поручил большой группе переводчиков под руководством Дмитрия Герасимова выполнить полный перевод Библии с латыни, который был окончен в 1498 году. Затем были переведены западные антииудейские памфлеты «Иудейское безверие» Николая Делира (1501) и «Учителя Самоила Евреина на богоотметные жидове обличительно пророческими речами» (1504). Православными реформистами было спровоцировано появление в XVI веке обширной полемической литературы, включая инвективу Максима Грека в отношении некоего «Исаака Жидовина, волхва и чародея и прелестника» (1517), большое число памфлетов Иосифа Волоцкого и др. Страх перед «ересью», которая якобы исходит от евреев, и традиционный христианский антииудаизм длительное время определяли враждебное отношение русского православия к евреям.

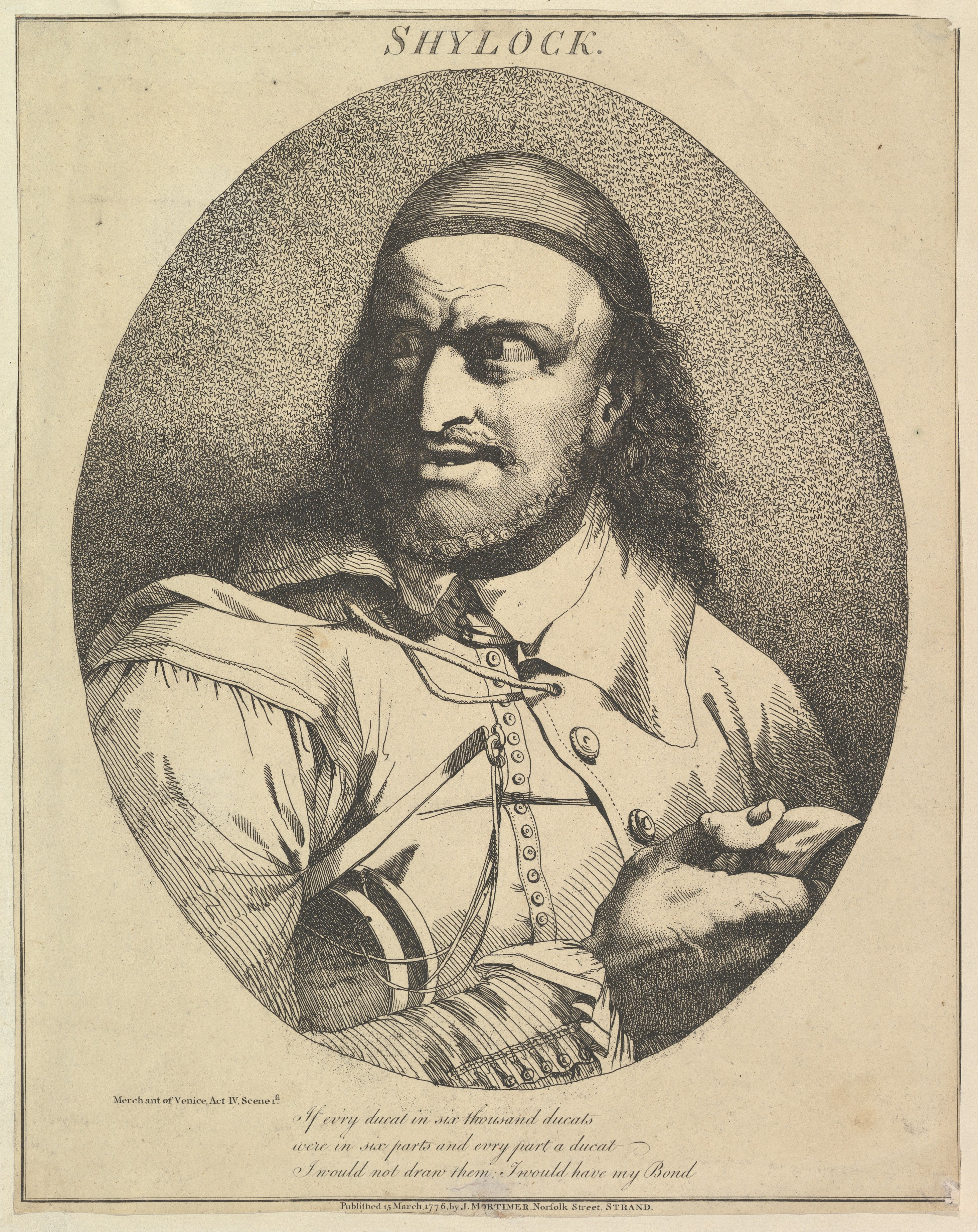
Шейлок, персонаж пьесы Уильяма Шекспира «Венецианский купец». Джон Гамильтон Мортимер, двенадцать персонажей Шекспира, 1776

«Корабль дураков» Себастьяна Бранта 1494 года отражает восприятие авторами раннего Нового времени «еврейства» христианской торговли, равно как и «Венецианский купец» Шекспира (1598) или «Мальтийский еврей» Кристофера Марлоу (1589).
Мартин Лютер в своей полемической работе «Иисус Христос родился евреем» (1523) пришёл к выводу, что католическая версия христианства «даже хуже», чем иудаизм, поскольку сосредоточена на плоти и лицемерна. Он обвинял своих оппонентов-папистов в «фарисействе» и пытался убрать еврейское влияние из Слова Божьего. Позднее он занял более жёсткую линию по отношению к реальным евреям («О евреях и их лжи», 1543), что, предположительно, связано с влиянием попыток католиков обвинить в «иудействовании» его самого. Эта линия Лютера привела к насильственному изгнанию евреев к 1570-м годам из большинства немецких земель. Лютер стремился своих оппонентов изобразить ещё большими «евреями», чем сами евреев, обвиняя их в «извращении» таинств и других «еврейских преступлениях». Лютер перевёл дебаты вокруг толкования Священного Писания и слова Божьего на осуждение собственно евреев, превратив призрак иудаизма в «реальную» угрозу.
События из жизни Иисуса, связанные распятием и описанные в Евангелиях, были преобразованы и включены в христианский ритуал и в конечном итоге нашли свое отражение в мистериях и страстных пьесах, ставших популярными общественными мероприятиями в христианских общинах по всей Европе. В свою очередь, эти религиозно-обрядовские пьесы оказали свое влияние на школьные драмы, преподававшие религиозные уроки, и масленичные пьесы (фастнахтшпиль), из которых постепенно развились более современные формы драмы. Эти драматические представления содержали в себе антисемитские предрассудки, имея тенденцию подчёркивать коллективную вину евреев за распятие Иисуса, очернять евреев или традиционных еврейских персонажей, которые выступали в качестве сценического типа, и прямо пропагандировали антисемитское поведение или антисемитские взгляды. Леонард Свидлер и Джерард С. Слоян в своих комментариях к страстной пьесе Обераммергау в отношении образа евреев и иудаизма определяют «проблемные места», «антисемитски заряженные элементы», которые сохраняются в современных версиях этого по-прежнему популярного произведения. Они отмечают литературные формулировки, которые посредством обобщения поощряют обвинение всех евреев как I века, так и всех последующих времён за их неприятие Иисуса и его распятие.
Еврейские сценические персонажи традиционно использовались почти исключительно как напоминание о еврейском зле, проявлявшемся в нечестном ростовщичестве, осквернении гостии или убийстве христианских детей в еврейских ритуальных целях. Они изображались злодеями, пособниками дьявола, воплощениями антихриста или мишенями заслуженного христианского гнева или юмора. Позитивные еврейские персонажи на сцене или в поэтических произведениях до XVII века были невозможны, учитывая теологическую цель христианского антисемитизма и более жестокий и репрессивный курс этого антисемитизма после крестовых походов. Само слово «еврей» рано стало проклятием в европейских языках. Вплоть до XIX века простое упоминание еврея имело оскорбительный, осуждающий смысл. Поэтому упоминание еврейства персонажа в любом литературном контексте может означать пренебрежение по отношению к этому персонажу, если только другие литературные свидетельства в том же контексте не противоречат такому пониманию.
Мыслители, принадлежавшие к русскому религиозному возрождению конца XIX — начала XX века преимущественно продолжали традицию христианского филосемитизма, восходившую к Владимиру Соловьёву. Однако позиция православных мыслителей нередко включала традиционные антииудаистские мотивы.
Антисемитская идеология постсоветского околоцерковного монархизма имеет своим источником антисемитскую литературу конца ХIХ — начала XX века. В первую очередь отмечается «карловацкий след» в традиции русского православия. Будучи исторически тесно связанной с фашистскими режимами Европы, идеология РПЦЗ восприняла антисемитские мифы. Хотя зарубежники стремились к сохранению дореволюционных традиций, однако по причине своей политизации Зарубежная церковь проявляла симпатии к праворадикальным режимам.
Расовый, этнический антисемитизм с конца XIX века представляет собой новое явление, сформировавшееся на основе этнического национализма, когда негативное отношение к евреям становится квинтэссенцией для всех модерных ксенофобий. Это отношение получило оформление вначале в Европе, а затем оттуда, в первую очередь, из Франции, было импортировано в Россию, где нашло почву в среде популярной околоправославной апокалиптики. В последней трети XIX века церковная пропаганда в разных странах, широко использующая прессу, обращается к антиеврейской риторике и смешивает темы обвинения евреев, которые вышли из старого христианского антииудаизма с идеями расистской юдофобии, сформировавшимися к этому времени.

### Исламский антисемитизм
В домодерной арабской литературе присутствовало большое количество негативных стереотипов о евреях, но они были связаны с традиционным исламом. Согласно исламскому учению, евреев «постигли унижение и бедность» (аль-Бакара 2:61 (Кулиев)); они были главными противниками пророка Мухаммеда наряду с идолопоклонниками, и являлись вероломной группой. Но это были люди, получившие подлинное божественное откровение, подобно христианам и зороастрийцам, и, как и последние, заслуживали терпимости, пока принимали статус смиренных данников-зимми, лиц, находящихся под защитой исламского закона. Хотя образ евреев в целом был ещё более негативным и снисходительным, чем образ христиан, они имели такой же правовой статус в исламской социальной системе. Средневековые арабские богословы посвятили иудаизму лишь очень небольшую часть своей полемики против других религий. В исламском мире не было ничего, что могло бы сравниться по объёму с христианской церковной литературой Adversus Iudaeos и мало что может быть сопоставлено по уровню негативного отношения к евреям.
Мусульманская полемика с иудаизмом и евреями включает сравнительно небольшое число работ. Наличие во владениях мусульман больших масс подданных-христиан и угроза исламу со стороны христианских государств вели к тому, что исламская полемика была направлена преимущественно против христианской религии. В целом арабские предания и литература отражают отрицательное отношение к евреям — отношение недоверия и подозрения, презрения и враждебности. Евреи обвиняются в том, что со времен Мухаммада они являлись врагами ислама — либо они вступали в прямые военные столкновения с Мухаммадом, либо устраивали заговоры с целью подорвать ислам посредством ересей, крамолы и коварной враждебности.
Средневековая мусульманская литература изображала евреев фальсификаторами Священного Писания, вероломными предателями и коварными преступниками. Книга сирийского автора XIII века ал-Джаубари, с ненавистью описывающая евреев, обличает «преступления» еврейских врачей, убивающих своих пациентов. Арабский историк XIV века Ибн Хальдун признаками Божьего гнева и кары считал рассеяние евреев по миру, их отчуждение от остальных людей человечества, их позор и унижение. Средневековые мусульманские авторы уподобляли евреев дьяволу, из-за, по их словам, присущего евреям высокомерия. Евреев представляли мятежным народом, врагами мирового порядка.

## Светский антисемитизм
По мнению Дэвида Ниренберга, когда Европа перешла от религиозной к секуляризованной картине мира, идея «угрозы» со стороны иудаизма и её центральное положение сохранились, но изменили конкретику. Политические мыслители обращались к теме иудаизма для критики своих оппонентов и концептуализации зла. Философы Просвещения, включая Вольтера, Канта и др., высмеивали христианство за его связь с «бесплодным» и нерелигиозным «законничеством» иудаизма и за его иудейское происхождение. По их мнению, лишь сбросив «оковы» иудаизма, христианство получило бы возможность стать подлинно универсальной религией человечества, разделив религиозные институты и обряды и механизмы государства. Вольтер и Кант считали, что «еврейские пороки» Ветхого Завета являются причиной нетерпимости в обществе дореволюционной Франции.
Немецкие философы, включая Гегеля и Шопенгауэра, рассматривали остатки еврейского закона в качестве главного препятствия на пути к свободе личности и человеческого духа. Идея грядущей катастрофы, связанной с индустриализацией, урбанизацией и коммерциализацией, начиная с 1750 года, вдохновила работы Гейне, Фихте и Маркса, каждый из которых по-своему соотносил эти «опасные» процессы с «иудаизмом». По мнению Вернера Зомбарта, что истоки капитализма имеют глубокие корни в «склонности» евреев к миграциям. Макс Вебер возражал против этого взгляда, и писал, что протестантский капитализм и «капиталистический дух» появились независимо от того, что он рассматривал как неэтичность еврейской экономической деятельности. Маркс, Зомбарт и Вебер оказали значительное влияние на современные социальные науки; По мнению Ниренберга, они в той или иной степени развивали свои теории, обращаясь к теме иудаизма.
На распространение антисемитской идеологии в Германии повлияли в том числе сочинения композитора Рихарда Вагнера. В 1850 и 1869 годах вышло его эссе «Еврейство в музыке». Памфлет обсуждал средневековый образ Вечного Жида, Агасфера, который стал важным символом молодых немецких революционеров 1830-х — 1840-х годов, связывавших негативные проявления капитализма («власть денег») с «еврейским духом». Вагнер разграничивал «германское» и «еврейское» искусство и утверждал, что Гейне является исключительно «еврейским поэтом». Вагнер заявлял, что у евреев нет музыкального слуха и они неспособны чётко произносить слова. Он усматривал в «еврейском искусстве» «эгоизм» и «власть денег» и считал, что евреи должны «умереть» — полностью влиться в доминирующее общество. Вагнер воспринимал еврейскую культуру в целом как низшую, дегенеративную в своей основе. По мнению специалистов, этот памфлет открывает новую эпоху в германском антисемитизме.
Политические аспекты антисемитизма развивал немецкий журналист Вильгельм Марр, популяризировавший термин «антисемитизм» и назвавший группу своих приверженцев «антисемитской лигой».
Поскольку современный антисемитизм процветает в эпоху, когда евреи одновременно переживают процессы эмансипации и ассимиляции, а гражданская среда менее определяется религиозными догмами, литературный антисемитизм в современный период меньше касается религиозных аспектов и имеет тенденцию акцентироваться на культурных, психологических или «биологических» (расовых) «особенностях». Джордж Мосс отмечал, что полностью негативный образ еврея, ставший постоянной чертой западной литературы, был легко принят писателями-расистами, при этом унаследованные образы и литературные приёмы, не подверглись существенным изменениям. Немецкие антисемиты в конце XIX века искали антиеврейские мысли в классике мировой литературы.
Когда в Европе начинается борьба за гражданскую эмансипацию евреев, в европейской литературе и на сцене появляются положительные еврейские персонажи и положительные упоминания о евреях. Одновременно возникают новые образцы литературного антисемитизма. Радикальные изменения в природе «еврейского вопроса» в XX веке, после попытки уничтожения европейского еврейства нацистами и частичного достижения цели сионизма по созданию еврейского государства, привели к изменению перспектив литературного антисемитизма.
В России уже в 1860-е годы антисемитские высказывания появились среди славянофилов, украинских националистов и народников. Антисемиты в России утверждали, что евреи, будучи «тесно сплочёнными в своих кагалах», составляют паразитический элемент, эксплуатирующий «коренное население». Эти воззрения в более поздний период выражали Фёдор Достоевский и Иван Аксаков, среди революционеров — Михаил Бакунин. Агентами охранки была создана антисемитская фальшивка «Протоколы сионских мудрецов», обвинявшая евреев в организации всемирного заговора. Тайная типография департамента полиции печатала антисемитские листовки. Правая печать была представлена антисемитскими идеологами, такими как Алексей Шмаков, Иустин Пранайтис, писавшими о всемирной опасности, исходящей от еврейства, и утверждавшими, что еврейская религия предписывает наносить вред христианам и употреблять кровь христианских детей. Позднее «Протоколы сионских мудрецов» стали «походной книгой» для офицеров белых армий, проводивших еврейские погромы.
Эрнест Хемингуэй создал заметного антисемитского персонажа в романе «И восходит солнце»; образ Мейера Вульфшима в романе «Великий Гэтсби» Ф. Скотта Фицджеральда подчёркнуто связывает еврейство и бесчестность. Однако эти авторы почти не возвращались к этой теме.

### Правые
В 1899 году вышла книга «Основы девятнадцатого века» переехавшего в Германию английского мыслителя Хьюстона Чемберлена, в которой он обосновывал свои представления о превосходстве «арийской расы», положительном влиянии тевтонцев и отрицательном влиянии евреев на европейскую цивилизацию. Сочинение часто рассматривается как один из самых важных протонацистских текстов. Чемберлен не был ни историком, ни физическим антропологом. Он стал зятем Рихарда Вагнера и входил в Общество Гобино и в Новое общество Вагнера. Стержнем мировой истории, по мнению Чемберлена, была «расовая борьба». «Арийская раса» представлена им как создавшая все известные цивилизации. Врагом её объявлен «расовый хаос», возникавший, когда забывались фундаментальные расовые принципы. Примесь «чуждой крови», по Чемберлену, приводит к «расовому упадку» и деградации. Главные разрушители порядка и цивилизации — «семиты». Он называл евреев смешанной группой, происходящей от трёх разных «расовых типов». По утверждениям Чемберлена, еврейские «жрецы» произвели ревизию Ветхого Завета, исключив из него воспоминания об «арийцах». Он писал, что евреи стремятся к мировому господству. Чемберлен разделял идею «арийской природы» Иисуса Христа. Благодаря успеху его книги эта идея приобрела общественную популярность. По его мнению, Иисус создал «арийское христианство», не имевшее ничего общего с иудаизмом и искажённое евреями.
Различные толкования «Протоколов сионских мудрецов» сыграли большую роль в развитии теории заговора о «международном еврействе». В «Протоколах» подробно описан заговор евреев с целью свержения всех существующих престолов и религий, манипулирования и порабощения всего нееврейского мира посредством международной банковской системы, войн, искусственных экономических спадов, анархии и революций. Демократия, либерализм и социализм должны служить евреям средством подрыва традиционной власти. Их конечный план, согласно «Протоколам», состоит в том, чтобы разрушить все государства и создать мировую империю, управляемую монархом из дома Давида, который станет антихристом.
Ключевую роль в распространении «Протоколов» сыграла известная книга «Международное еврейство», изданная американским промышленником Генри Фордом в 1920—1922 годах. Сборник был выпущен в Дирбоне (Мичиган) в ноябре 1920 года. В период с апреля 1921 года по май 1922 года вышло ещё три сборника серии. «Международное еврейство», заявлял в 1920 году Форд, «это еврей, осуществляющий международный контроль». По причине этих публикаций Генри Форд получил известность в нацистских кругах и стал предметом публичного восхищения со стороны Адольфа Гитлера. Существенный вклад в антисемитские публикации Форда внёс Уильям Кэмерон, начавший свою карьеру в качестве писателя для еженедельной газеты Генри Форда Dearborn Independent, а в 1921 году ставший её редактором. Он публиковал еженедельную серию антисемитских статей, позднее собранных в четырёхтомный труд под названием «Международный еврей». Представления Кэмерона сочетали идею «мирового еврейского заговора» с британским израилизмом.
Теория заговора о «мировом еврействе» послужила для легитимизации Холокоста. В своём исследовании нацистского мировоззрения Э. Джекел (1969) показал, что главное обвинение нацистов против евреев исходит из приписанного последним «интернационализма», понимаемого в качестве сущности признака. В «Майн кампф» Гитлера понятия «еврей» и «международный» «породнились, стали близнецами, и один из этих терминов редко появляется без другого». Книга Гитлера включает большое число сравнений и метафор: «евреи интернациональны, как капитал»; «Иудея — это мировой мор»; «дьявольская опасность, которую представляет собой международное иудейство»; «международное иудейство, мировой отравитель всех народов».
Мигель Серрано, отставной чилийский дипломат и писатель, соединил экзотическую восточную религию со своей гностико-манихейской доктриной «эзотерического гитлеризма». Серрано утверждал, что полубожественные «арийцы» имеют внеземное происхождение и ожидал гностическую войну против евреев. Его идеи существенно повлияли на неонацизм нового поколения. Серрано дословно цитирует «Протоколы»: евреи рассчитывают править миром; они приведут нееврейские народы к подчинению посредством спекуляции, разорительных ссуд, искусственного стимулирования экономических кризисов; если какая-либо нация попытается вырваться из их хватки, евреи уничтожат такую оппозицию, разжигая войну.
После Второй мировой войны центр антисемитской беллетристики сместился в Латинскую Америку и в США, преимущественно в Нью-Йорк и Калифорнию. С 1970-х годов в США публиковались юдофобские сочинения Григория Климова («Князь мира сего», «Имя мое легион» и др.). Начиная с 1991 года его книги переиздаются неофашистскими издательствами на территории России, где пользуются некоторым успехом.
По мнению израильского историка Савелия Дудакова, литературная история «Протоколов сионских мудрецов» замыкается «Русофобией» (1982) Игоря Шафаревича, которая подводит к выводу, что «за столетнее развитие в России антисемитской беллетристики ничего оригинального и новаторского в идеи и темы политико-мессианской концепции „святой Руси“ современные ревнители и патриоты внести не могут».

### Советская пропаганда
В конце сентября 1948 года в газете «Правда» была опубликована статья Ильи Эренбурга, в которой он утверждал, что идея сионизма об общности судеб евреев всего мира противоречит идеологии коммунизма, а евреям в «странах социализма» нет дела до Государства Израиль. В 1949 году началась кампания борьбы с «космополитами», в рамках которой, в частности, не позволялось касаться еврейских проблем даже в общих советских периодических изданиях.
Одним из проявлений советской антисемитской пропаганды являлась публикация огромными тиражами «антирелигиозной» литературы. В десятках тысяч экземпляров печатались такие книги, как «Галерея святых» антисемитского писателя Поля-Анри Гольбаха (1723—1789), где евреи названы врагами рода человеческого и изображаются как банда преступников, которая не останавливается ни перед какими злодеяниями. В 1963 году издательство Академии наук УССР выпустила книгу советского «эксперта» по иудаизму Трофима Кичко «Иудаизм без прикрас», собравшую клевету и измышления, которые антисемитская литература распространяла в течение многих веков. Иллюстрации к книге были выполнены в духе нацистского еженедельника «Der Stürmer». Издание вызвало протесты во многих странах. Подобные сочинения создавались не с целью расшатать веру религиозных евреев, а чтобы предоставить «научное обоснование» юдофобии и распространять антисемитизм в массах. После Шестидневной войны в СССР прошла новая волна антисемитизма, сопровождавшаяся травлей еврейского государства в советской печати.

### Арабские страны
Взгляды, подобные представлениям средневековой исламской литературы, ещё более выражено высказываются в современной пропаганде арабских стран. Образ еврея как заклятого врага мусульман трансформировался в демонический стереотип еврея, врага человечества. Уже в мусульманской литературе XIX века встречается тема кровавого навета на евреев. На формирование негативного стереотипа еврея в мусульманской литературе повлиял христианский антисемитизм, проводниками которого часто становились арабы-христиане. С конца XIX века евреи постепенно становятся одним из основных объектов вражды мусульман, поскольку заселение евреями Земли Израиля, а позднее — создание Государства Израиль рассматривались мусульманами как вызов и угроза всему миру ислама.
Современные антисемитские идеи впервые появились на Ближнем Востоке в среде арабоязычных христиан Сирии. Подобно другим немусульманам, они поддерживали тесные торговые и, в некоторой мере, культурные связи с европейскими государствами, которые в Новое время всё сильнее проникали в регион. Сирийские христиане разделяли традиционное презрение мусульман к евреям и переняли европейские антисемитские идеи у французских торговцев и миссионеров. Европейское обвинение евреев в кровавом навете впервые фиксируется среди христиан в Алеппо в XVII веке, но получило широкое распространение только после Дамасского дела 1840 года и при активном вмешательстве французского консула Бенуа де Ратти-Ментона, привлекшего к делу мусульманские власти. Однако ни средневековым христианским европейским фантазиям, таким как ритуальное убийство, ни современным политическим и расовым антисемитским идеям не удалось добиться большого успеха в арабском мире среди мусульман.
В течение последних трёх десятилетий XIX века в среде сиро-ливанских христиан, находившихся под сильным французским культурным влиянием, стала появляться влиянием антисемитская литература европейского образца, но написанная на арабском языке. Большинство этих ранних антисемитских работ были опубликованы в Бейруте и представляли собой переводы европейских трактатов, например, «Тайные дела в углах, или Тайны разоблачённых евреев», Бейрут, 1893), адаптация книги Жоржа Корнейлана «Евреи и оппортунисты: иудаизм в Египте и Сирии» (1889). Антисемитская литература на арабском языке в этот период развивалась медленно и по-прежнему ограничивалась в основном христианскими авторами. Тем не менее, эти ранние работы заложили основу для значительно более обширной литературы такого рода, увидевшей свет в XX веке, когда наблюдается радикальное изменение в общем восприятии евреев арабами. Его влияние во многом было связано с сирийскими христианами, которые были главными деятелями возрождения арабского языка, литературы и журналистики, известного как Нахда.
Они действовали не только в Великой Сирии, но и в Египте, который в то время представлял собой модернизирующийся центр арабского мира. Именно в Египте в 1899 году в переводе вышло одно из двух наиболее влиятельных произведений европейской антисемитской литературы для арабских читателей — «Талмудский еврей» Августа Ролинга. Арабский перевод, озаглавленный («Охраняемое сокровище принципов Талмуда»), был выполнен на основе французского издания, перевода с немецкого известного антисемита Эдуарда Дрюмона. Книга стала классической и несколько раз переиздавалась на протяжении XX века, поскольку арабские авторы всё чаще связывали свои представления об учении Талмуда с сионизмом. Наиболее важным европейским антисемитским произведением в переводе были «Протоколы сионских мудрецов». Арабские националисты в Палестине и Ираке уже цитировали эту книгу в начале 1920-х годов, а полный арабский перевод под названием «Еврейский заговор против народов», выполненный ливанским маронитским священником Антуном Ямином, был опубликован в Каире в 1925 году. Эта работа была первой из длинной череды арабских изданий и переводов. Книга стала бессменным бестселлером. Она получила высокую оценку и рекомендации политических лидеров и широко доступна в арабских странах.
В 1930—1940-х годов антисемитская пропаганда фашистских стран была воспринята в мире ислама: на арабском языке выходит несколько изданий книги Гитлера «Майн кампф», арабская пропаганда широко использует старую антисемитскую фальшивку «Протоколы сионских мудрецов».
После войны арабские страны оказались наполнены антисемитской литературой. На арабском языке многократно издавались «Протоколы сионских мудрецов». Отрывки из них включались в школьные учебники. Оригинальных произведений арабской антисемитской литературы было сравнительно немного до второй половины XX века, когда ситуация изменилась после создания государства Израиль и разгрома им армий арабских стран в 1948, 1956 и 1967 годах. Помимо сотен книг о конфликте с Израилем, многие из которых наполнены антисемитскими образами, были выпущены десятки книг о евреях и иудаизме, содержание которых является частично или полностью антисемитским. Авторы часто довольно эклектичны, смешивая традиционные христианские и исламские темы с пост-просветительским антисемитизмом. Некоторые работы носят полностью подражательный характер, например, «Развратители на Земле, или Политические и социальные преступления евреев на протяжении всей истории» С. Наджи, опубликованная в Дамаске в 1965 году. Большая часть материала в этой книге заимствована из немецких и французских антисемитских сочинений 1930-х — 1940-х годов.
Наиболее распространённым обвинением, выдвигаемым в этой литературе против евреев в целом, является обвинение их в «расизме». «Расизм» изображается как один из фундаментальных догматов их веры, основанной как на Библии, так и на Талмуде. Вслед за Ролингом местные антисемиты особенно атакуют именно Талмуд. Типичным представителем этого жанра является книга Мухаммада Сабри «Талмуд: религиозный закон евреев», опубликованная в Каире (без даты). По утверждениям автора, Талмуд позволяет евреям лгать неевреям, обманывать их и воровать у них; рассматривает неевреев в качестве животных, имеющих человеческий облик только для того, чтобы служить евреям, которые могут насиловать их женщин, и дозволяет пролитие крови неевреев.
Некоторые работы этого направления имеют псевдоакадемический оттенок — например, книга Сабри Джирджиса «Еврейское сионистское наследие и фрейдистская мысль», претендующая на роль психоаналитического исследования; книга Хасана Зазы и Мухаммада Ашура «Евреи не торговцы по происхождению», которая позиционируется как объективная социально-экономическая история. Обе были опубликованы в Каире в 1970-х годах.
Одной из основных особенностей антисемитской литературы в современном арабском мире стало повсеместное распространение темы кровавого навета как среди мусульманских, так и среди христианских авторов. Заявленные как научные трактовки иудаизма представляют миф как факт, например, в книге Али Абд аль-Вахида Вафи «Иудаизм и евреи» в разделе, посвященном ритуалам Пурима и Песаха. Трактаты, направленные против евреев, такие как «Мировое еврейство и его продолжающаяся война против христианства» Ильи Абу-л-Руса, подробно и в навязчивых подробностях разбирают тему кровавого навета. Хасан Заза в книге «Религиозная мысль Израиля: ее фазы и школы» посвящает ученую дискуссию кровавому навету, отмечая, что такая практика запрещена еврейским законом, но затем пишет, что это обвинение преследовало евреев на протяжении всей истории и что люди часто действуют вопреки своим религиозным учениям; наконец, он цитирует признания одного из обвиняемых в убийстве по Дамасскому делу как доказательство правдивости обвинения. Одна из самых успешных книг, распространяющих кровавый навет, «Фатир Сахюн» («Маца Сиона») министра обороны Сирии Мустафы Тласа, выдержала восемь изданий в период с 1983 по 2002 год. Только последнее (по данным на 2005 год) издание было продано тиражом более 20 тысяч экземпляров.
Антисемитские идеи стали характерной частью арабского культурного дискурса. Эти образы наблюдаются как в специализированных трактатах и монографиях, так и в школьных учебниках, статьях в крупных газетах и журналах, телеспектаклях.

### Современная художественная литература
В книге Элвина Розенфельда «Что делать с литературным антисемитизмом» подчёркивается опасность перехода от литературной ненависти к евреям к уничтожению целых общин, что было реализовано в Европе между 1933 и 1945 годами. Его главный интерес — выявить «новые разновидности» литературного антисемитизма, которые отчасти возрождают старую враждебность. По мнению Розенфельда, в поэзии Имаму Амири Бараки (Лерой Джонс) или в эссе Кэтрин Энн Портер, Гора Видала, Трумэна Капоте, Ричарда Костеланца и Джона Чивера пропагандируются новые еврейские стереотипы; эти новые еврейские типы изображены в опасном и коррумпированном государстве. Обеспокоенность Розенфельда в значительной степени разделяют и другие комментаторы литературного антисемитизма. Марк Гелбер считает, что эту возможность следует рассматривать в свете исследований антисемитизма, проведённых социологами в Соединённых Штатах. Так, Гертруда Дж. Селзник и Стивен Стейнберг, определили широкое распространение антисемитизма в этой стране, но пришли к выводу, что он существует не в опасной форме. Ни одно крупное недавнее исследование современного антисемитизма в Соединённых Штатах не указывает на литературный антисемитизм как на главный фактор или важный источник распространённых антисемитских убеждений. Напротив, исследование Роберта Ф. Бирнса об антисемитизме во Франции указывает на антиеврейские настроения во французской литературе и легендах как на один из наиболее решающих факторов возникновения антисемитизма в этой стране. Таким образом, разные национальные литературы могут оказывать различное влияние на социальные установки, как и в целом общее воздействие литературы на общество значительно различается в разных странах.

## Моральные аспекты
Дэвид Филипсон и вслед за ним Лайонел Триллинг ставили вопрос о самой допустимости включения еврейских персонажей в художественную литературу. Филипсон считал, что к еврейским персонажам можно обращаться с юмором по отношению к их «особенностям», но всегда с глубоким уважением. Ставится также вопрос, может ли в литературном тексте присутствовать еврейский злодей, не становясь при этом фактически примером литературного антисемитизма. Поскольку любой еврейский персонаж в литературе не является изолированным и любое упоминание о евреях является неотъемлемой частью гораздо более широкого литературного и социального явления, по мнению Марка Гелбера, без действительно значимого противовеса отрицательному еврейскому персонажу или уничижительным упоминаниям евреев такие изображения или упоминания следует рассматривать как примеры литературного антисемитизма. Литературные средства уравновешивания подобных примеров должны включать в себя чёткую дифференциацию еврейских персонажей, препятствуя пониманию читателем отрицательного еврейского персонажа как показательного примера «еврея» или «истинного еврея». Учитывая литературную и социальную подоплёку антисемитизма, сатира на еврейское поведение в литературе также может рассматриваться как литературный антисемитизм, если в данном тексте нет заметного противовеса негативным еврейским типам или уничижительным стереотипам. Еврейская или нееврейская идентичность писателя не имеет связи с возможным антисемитским аспектом сатиры.
В книге «Учить или не учить антисемитизму» Эрл Л. Дакслагер утверждает, что следует исключать из школьных программ литературные произведения, которые «порочат, очерняют евреев или иным образом продвигают их негативный образ». Предполагая непрактичность цензуры значимого искусства или литературы, Дакслагер пишет, что учителя должны уметь признавать антисемитский текст таковым, а также различать сатиру на поведение или особенности евреев, с одной стороны, и радикальный или злонамеренный антисемитизм, с другой. Один из видов уклонения от признания текста антисемитским состоит в предположении, что авторы таких работ (Чосер, Марлоу, Шекспир, Диккенс, Фрэнк Норрис, Элиот, Паунд) в действительности не были враждебны евреям, а лишь выражали конвенциональные взгляды своего времени. Другой вид уклонения состоит в том, чтобы обозначить антисемитизм в литературе как литературный приём, вводимый из художественной необходимости. Дакслагер считает, что читатели часто не воспринимают негативного персонажа в литературе в качестве еврея лишь с точки зрения сопутствующих эстетических или архетипических ассоциаций, а скорее рассматривают таких персонажей как соответствующих реальности. Цитируя замечание Чарльза Олсона об Эрзе Паунде — «Ни один человек не может нападать на расу и оставаться полезным кому-либо в качестве творца» — Дакслагер утверждает, что, не сумев распознать и оценить литературный антисемитизм, учителя и ученики воспримут «дегуманизирующие» взгляды.
Однако позиция Дакслагера основана на серьёзных сомнениях в способности учителей справиться с этой трудной задачей. Гелбер отмечает, что имеются существенные расхождения во мнениях относительно наличия антисемитизма в произведениях, упомянутых Дакслагером. Описанные Дакслагером «уклонения», по мнению других авторов, могут представлять собой обычные способы объяснения литературного антисемитизма, литературного приёма, отражающего своё время. Гелбер допускает, что читатель может беспристрастно объяснить литературный антисемитизм в произведении данного автора, не одобряя эту практику. Дакслагер считает необходимым различать сатиру на еврейское поведение или особенности и радикальный или злонамеренный антисемитизм, однако это разделение затрагивает авторское намерение. Среди исследователей нет согласия, к какой из этих категорий относить конкретные сюжеты. Так, Дакслагер рассматривает произведения Филипа Рота как сатиру на еврейское поведение, тогда как Дэниел Уолден, другой комментатор литературного антисемитизма, напротив, воспринимает произведения Рота как явные примеры литературного антисемитизма.
Исключение Дэниелом Уолденом авторского замысла как одного из критериев оценки антисемитизма в литературе, согласно Гелберу является попыткой произвольно отделить автора от его произведения, чтобы иметь возможность осудить конкретный антисемитизм в тексте и в то же время спасти репутацию автора. В этой связи Уолден указывает на Шекспира, который почти не знал евреев и, следовательно, по мнению Уолдена, не мог быть антисемитом. Однако его пьеса «Венецианский купец», по мнению Уолдена, является антисемитской. Она отражает антисемитизм XVI века и укрепляет стереотип о евреях как о бесах. Уолден рекомендовал не ставить эту пьесу и не читать её никому, кроме продвинутых студентов, способных к серьёзному изучению.
Уолден противопоставляет Шекспира Т. С. Элиоту, который знал евреев и их проблемы. Его антисемитизм был частью его связи с роялистской политикой, англокатолицизмом, фашизмом и нацизмом. В случае с Элиотом Уолден предпочитает не отделять автора от литературного произведения. В данном случае Уолден не выступает за главенство текста в определении литературного антисемитизма. По мнению Уолден, для Элиота и ряда других писателей их взгляды являются важным инструментом в объяснении их произведений. По сути, Уолден выступает за педагогический метод, который должен учитывать антисемитизм Элиота всякий раз, когда изучается его поэзия, независимо от того, демонстрирует ли данное произведение поэзия какой-либо антисемитизм. Гелбер разделяет идею Уолдена, что серьёзным критикам следует описывать социальные взгляды писателя, если эти взгляды могут включать, сознательно или бессознательно, стереотипные и антисемитские элементы, и возлагать на писателей ответственность за влияние их произведений. Однако Гелбер отмечает, что, согласно многочисленным исследованиям, не обязательно знать евреев, чтобы придерживаться антисемитских взглядов или выражать антисемитские идеи в литературе. С другой стороны, подавляющее большинство поэтических произведений Элиота, не связана с вопросом литературного антисемитизма, и, следовательно, большая часть его литературных достижений не может практически оцениваться в соответствии с его возможными антисемитскими убеждениями, выраженными в прозаических произведениях. Уолден не считал Филипа Рота антисемитом, поскольку тот сам был евреем и отрицал обоснованность обвинений против него, хотя «почти все его персонажи, евреи, лишены ценностей и помешаны на сексе». Критики обычно воздержались от обозначения его как антисемита, однако произведения Рота рассматривались как антисемитские.
Преобладающем стало мнение, что деликатные учителя должны последовательно исключать антисемитскую литературу из учебных программ в надежде, что эта литература будет практически исключена из литературного канона.
Гелбер писал, что литературоведческое изучение потенциально «дегуманизирующих» текстов может быть гуманизирующим процессом. Понимание литературного антисемитизма он рассматривает как аргумент в пользу включения текстов с «антисемитски заряженными элементами» в школьные программы, однако это следует делать вместе с сопутствующими критическими комментариями.